# Luís de Alter de Andrade
Luís de Alter de Andrade, também escrito como Luís de Altero de Andrade ou Luís de Altero de Andrada (Palácio dos Andrades, Encarnação, Lisboa, c. 1530 – Praia de Arembepe, 1574 ou 1576)  foi um nobre e navegador português, Alcaide-Mor e Feitor do Ceilão, Escrivão-Primeiro dos Negócios da Flandres e comandante da nau Santa Clara aquando do seu naufrágio perto da praia de Arembepe.

## Biografia

### Primeiros anos[1]
Luís de Alter de Andrade nasceu no seio de uma família nobre portuguesa, filho de Nicolau de Altero de Andrade(c.1490 - 1559)e de sua esposa e prima, Maria (ou Marta) de Andrade, dos Andrades de Pedrógão Grande. Nasceu em Lisboa, presumivelmente no antigo Palácios dos Andrades, na Rua de S. Pedro de Alcântara na entrada do Bairro Alto, onde posteriormente foi edificado o atual Palácio dos Lumiares, agora exploração hoteleira. Seu pai foi o principal impulsionador da edificação da Vila Nova do Andrada, nome primordial dado ao Bairro Alto, dando parte da quinta anexa ao Palácio para construção de habitações, depois do Sismo de Lisboa de 1531.

### Antuérpia
A 2 de abril de 1554, aquando a partida para a Índia da Armada de D. Pedro Mascarenhas, embarca na nau Flamenga, capitaneada por D. Manuel Telo, a qual acaba por arribar, perdendo todos os seus pertences e passando grandes dificuldades.
Regressado ao reino, foi enviado por D. João III a Antuérpia, como escrivão primeiro dos negócios que o cônsul português, Francisco Pessoa, ali fazia, com 40$000 reis anuais de ordenado, como tinham os que antes haviam exercido o mesmo cargo. A 14 de dezembro de 1556, redige uma carta à rainha regente, D. Catarina, informando-a de ter entregue a sua carta à Duquesa da Lorena, em Bruxelas, onde então se encontrava a corte do Imperador Carlos V.
Depois de alguns anos servindo de escrivão de Francisco Pessoa em Antuérpia, escreve à rainha em 20 de abril de 1559, escreve à rainha, pedindo um maior ordenado para se manter, como era uso nos cargos equivalentes do reino de Espanha, ou caso isso não seja possível, renunciar à alcaidaria-mor e feitoria de Ceilão.
A 9 de abril de 1573, encontra-se novamente em Lisboa, aquando a saída de Lisboa da Armada de Dom Francisco de Sousa, rumo à Índia como capitão da nau Santa Clara. Na mesma nau segue também um primo seu, Lourenço de Andrade. Na viagem de regresso a nau sofre um desvio da sua rota, indo ter a Salvador da Bahia onde decide aportar. Após o reabastecimento da nau, levanta âncora perto da meia-noite. Passado uns minutos, chegando perto da praia de Arembepe, a amarra fica encalhada num baixio e ocorre o dano do casco em arrecifes, levando ao seu naufrágio e à morte de Luís de Alter de Andrade e a mais 300 tripulantes, juntamente com seu primo Lourenço de Andrade.
Sobre a noite da sua morte, existem duas referências, uma no Tratado Descritivo do Brasil que conta:
De Jacuípe a Arambepe são duas léguas onde se perdeu a nau Santa Clara, [...] estando sobre amarra, e foi tanto o tempo que sobreveio, que a fez ir à caceia, que foi forçado cortarem-lhe o mastro grande, o que não bastou para se remediar, e os oficiais da nau, desconfiados da salvação, sendo meia-noite, deram à vela do traquete para ancorarem em terra e salvarem as vidas, o que lhe sucedeu pelo contrário; porque sendo esta costa toda limpa, afastada dos arrecifes, foram varar por cima de uma laje, não se sabendo outra de Pernambuco até a Bahia, a qual laje está um tiro de falcão ao mar dos arrecifes, onde se esta nau fez em pedaços, e morreram neste naufrágio passante de trezentos homens, com Luís de Alter de Andrade, que ia por capitão. [...]
outra das referências está na História do Brasil de Frei Vicente do Salvador de 1627:
Também neste tempo deu a nau Santa Clara, [...] à costa no rio Arambepe à meia-noite, dando por cima de uma lájea, um tiro de falcão do recife, e se perderam mais de trezentos homens, que nela iam com o capitão Luiz de Andrade. Dista o rio donde a nau se perdeu cinco ou seis léguas desta cidade, e assim acudiu logo lá muita gente, e se tirou do fundo do mar muito dinheiro de mergulho, de que se pagaram per si os búzios, e nadadores, e muitos que nada nadaram. A isto acudiu o bispo com a excomunhão da Bula da Ceia contra os que tomam os bens dos naufrágios; não sei se aproveitou alguma coisa, só sei, que ouvi dizer a um, dali a muitos anos, que aquele fora o tempo dourado para esta Bahia pelo muito dinheiro que então nela corria, e muitos índios, que desceram do sertão, e bem dizia dourado, e não de ouro, porque para este outras coisas se requeriam
Sabe-se também, que Luís de Alter de Andrade era o dono dos terrenos da atual zona da Estrela, em Lisboa e que posterior à sua morte, não tendo deixado descendência, os seus herdeiros laterais doaram parte do terreno à ordem de São Bento portuguesa em 1581. Nesta transação, interferiu diretamente o Cardeal Dom Henrique.